# Edward Piech
Edward Piech (ur. 16 lutego 1959 w Goszczanowcu) – polski kolarz przełajowy, mistrz i reprezentant Polski.
Jest wychowankiem POM Strzelce Krajeńskie, w którego barwach debiutował w 1975 w wyścigach młodzików. Jego trenerem był Józef Szymański.
W 1977 debiutował na mistrzostwach świata juniorów, zajmując 23. miejsce. Dwunastokrotnie wystąpił w mistrzostwach świata seniorów, a najlepszy wynik uzyskał w 1990, zajmując czwarte miejsce (pozostałe starty - 1980 - 11, 1981 - 26, 1982 - 13, 1983 - 19, 1984 - 21, 1985 - 22, 1986 - 33, 1988 - 34, 1989 - 14, 1991 - 29, 1992 - 28).
W 1977 wywalczył wicemistrzostwo Polski juniorów. Był dwukrotnym mistrzem Polski seniorów (1988, 1990), dwukrotnym wicemistrzem (1987, 1989) i czterokrotnym brązowym medalistą mistrzostw Polski (1983, 1984, 1985, 1993).
Żonaty (Alicja), ma dwie córki.